# Saut à la perche masculin aux championnats du monde d'athlétisme en salle 2022
Pour un article plus général, voir Championnats du monde d'athlétisme en salle 2022.
Navigation
2018 2024
L'épreuve du saut à la perche masculin des championnats du monde en salle de 2022 se déroule le 20 mars 2022 dans la Štark Arena de Belgrade, en Serbie.

## Résultats
| Rang               | Athlète               | Pays       | 5.45 | 5.60 | 5.75 | 5.85 | 5.90 | 5.95 | 6.05 | 6.20 | Marque | Notes |
| ------------------ | --------------------- | ---------- | ---- | ---- | ---- | ---- | ---- | ---- | ---- | ---- | ------ | ----- |
| Médaille d'or      | Armand Duplantis      | Suède      | –    | o    | –    | o    | –    | o    | o    | xxo  | 6.20   | WR    |
| Médaille d'argent  | Thiago Braz da Silva  | Brésil     | –    | o    | o    | xo   | –    | xxo  | xxx  |      | 5.95   | AR    |
| Médaille de bronze | Christopher Nilsen    | États-Unis | o    | o    | o    | o    | xo   | xxx  |      |      | 5.90   |       |
| 4                  | Valentin Lavillenie   | France     | o    | o    | xo   | xo   | xxx  |      |      |      | 5.85   | PB    |
| 5                  | Ben Broeders          | Belgique   | o    | o    | o    | xx–  | x    |      |      |      | 5.75   | SB    |
| 5                  | Menno Vloon           | Pays-Bas   | o    | o    | o    | xxx  |      |      |      |      | 5.75   |       |
| 7                  | Kurtis Marschall      | Australie  | xo   | o    | o    | xxx  |      |      |      |      | 5.75   |       |
| 8                  | Sondre Guttormsen     | Norvège    | o    | xxo  | o    | xxx  |      |      |      |      | 5.75   |       |
| 9                  | Oleg Zernikel         | Allemagne  | xo   | o    | xxo  | xxx  |      |      |      |      | 5.75   |       |
| 10                 | Pål Haugen Lillefosse | Norvège    | o    | o    | xxx  |      |      |      |      |      | 5.60   |       |
| 10                 | KC Lightfoot          | États-Unis | o    | o    | xxx  |      |      |      |      |      | 5.60   |       |
| 12                 | Thibaut Collet        | France     | o    | xo   | xxx  |      |      |      |      |      | 5.60   |       |
| 13                 | Torben Blech          | Allemagne  | o    | xxo  | xxx  |      |      |      |      |      | 5.60   |       |

## Légende
Records et Performances
- AR : Record continental (area record)
- CR : Record des championnats (championship record)
- MR : Record du meeting (meet record)
- NR : Record national (national record)
- OR : Record olympique (olympic record)
- PR : Record paralympique (paralympic record)
- PB : Record personnel (personal best)
- SB : Meilleure performance personnelle de la saison (season's best)
- WL : Meilleure performance mondiale de l'année (world leader)
- WJR : Record du monde junior (world junior record)
- WR : Record du monde (world record)

Circonstances et Conditions
- DNF : N'a pas terminé (did not finish)
- DNS : N'a pas pris le départ (did not start)
- DQ : Disqualification (disqualification)
- NM : Aucun essai valable enregistré (No Mark)
- Q : Qualifié « directement » au prochain tour (ou à la prochaine compétition), lors d'une compétition majeure, grâce au classement ou à la réalisation des minima (automatic qualifier)
- q : Qualifié au prochain tour (ou à la prochaine compétition), lors d'une compétition majeure, grâce au repêchage ou à la réalisation de l'une des meilleures performances parmi celles des « non qualifiés directement » (grâce au meilleur temps ou à la meilleure distance par exemple) (secondary qualifier)